# Янгузін Рим Зайнігабітович
Янгу́зін Рим Зайнігабі́тович (башк. Рим Зәйнәғәбит улы Янғужин) (*15 листопада 1941, село Аючево — †11 листопада 2007, місто Уфа) — башкирський та російський етнограф, доктор історичних наук (1990), професор (1991), заслужений діяч науки Росії (2002) та Башкортостану (1993), почесний працівник вищої професійної освіти (1997).

## Біографія
Народився в селі Аючево Стерлітамацького району Башкирської АРСР, нині Башкортостану. Із золотою медаллю закінчив Ішимбайську школу-інтернат. Закінчив Башкирський державний університет (Уфа, 1964), навчався в аспірантурі на кафедрі етнографії Московського державного університету, з 1968 року працював у рідному ВНЗ старшим викладачем, доцентом, професором. З 1990 року був завідувачем кафедри історії СРСР, з 1991 року — завідувачем кафедри історії Башкортостану та етнології.
Наукова діяльність присвячена проблемам етнодемографії, етногенезу та етнічній історії, вивчення традиційного господарювання, соціальної інфраструктури башкирського народу. Приблизно 30 років був організатором та керівником етнографічних експедиції Башкирського державного університету по Башкортостану, Пермському краю, Курганській, Оренбурзькій та Челябінській областях. Зібрані Римом унікальні етнографічні матеріали стали основою для створення 1985 року наукового музею етнографії при університеті. Янгузін є автором приблизно 300 наукових праць.
Іменем Рима Янгузіна названі середня школа у рідному селі, музей етнографії при Башкирському державному університеті (з 2008 року). В Уфі на будинку, де жив учений, встановлена меморіальна дошка (2011).